# Jerzy Zagórski
Jerzy Zagórski (sinh ngày 3 tháng 12 năm 1907 tại Kiev – mất ngày 5 tháng 8 năm 1984 tại Warsaw) là một nhà thơ, nhà tiểu luận và dịch giả người Ba Lan.

## Tiểu sử
Trong thời gian Thế chiến thứ hai nổ ra, Zagórski đã xuất bản các bài viết trên tạp chí văn học Sztuka i Naród. Trong thời kỳ Đức Quốc Xã chiếm đóng Ba Lan, gia đình ông đã cung cấp chỗ ẩn náu cho 18 người gốc Do Thái. Trong số đó có nhà thơ Tadeusz Holender và bà Kott. Sau khi Thế chiến thứ hai kết thúc, ông cùng với vợ mình là bà Maria (Maryna) Zagórska, một dịch giả, được Yad Vashem trao tặng danh hiệu Người dân ngoại công chính vào năm 1977.

## Tác phẩm
- Ostrze mostu (1933)
- Przyjście wroga (Thơ; 1934)
- Wyprawy (1937)
- Święto Winkelrida (1946)
- Wieczór w Wieliszewie (1947)
- Indie w środku Europy (1947)
- Męska pieśń (1954)
- Czas Lota (1956)
- Olimp i ziemia (1957)
- Krawędź (1959)
- Bajka pienińska (1961)
- Oto nurt (1963)
- Biały bez. Wiersze dla żony (1963)
- Pancerni (Thơ; 1964)
- Królestwo ryb (1967)
- Rykoszetem (1969)
- Tam, gdzie diabeł pisze listy (1970)
- Komputerie i dylematy (1975)